# Морштын, Иероним

Герб Лелива

Иероним (Ярош) Морштын (пол. Hieronim Morsztyn; ок. 1581 — ок. 1623) — польский поэт, писатель

 раннего барокко, переводчик.

## Биография

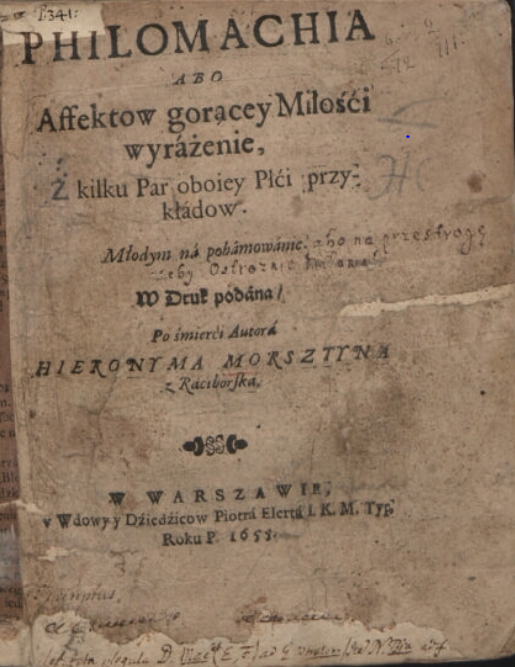
Первая страница книги И. Морштына «Philomachia abo affektow gorącey miłości wyrażenie : z kilku par oboiey płci przykładow młodym na pohamowanie». 1655 г.

Представитель шляхетского рода Морштын герба Лелива. О его жизни известно мало. Факты о жизни Морштына во многом основаны на его литературном наследии, упоминаниях в письмах и стихах. Известно, что он вышел из арианской семьи, рано лишился родителей, учился в иезуитской школе в Бранево, служил при магнатских дворах в Люблине, а затем в Вильно, занимался хозяйством в своём имении.

## Творчество
Мастер лирической поэзии. Является автором рукописного сборника «Суммарий стихов» и лирического цикла «Мирские прелести» (1606), адресованных массовому читателю, перечисляя в них дарованные человеку жизненные утехи и создавая картины помещичьего быта и забав. Этого же читателя он развлекал стихотворными и прозаическими новеллами с описанием необычайных приключений (особенно знаменита «Забавная история о добродетельной королеве Банялюке из восточных краев»).
Ориентация на современные автору литературные тенденции Западной Европы и необыкновенная широта тематики сочетаются в его творчестве с высокой культурой стиха, призрачной игрой эмоциональных оттенков, где тонкий юмор, радостные тона и эротические двусмысленности переплетаются с овеянным грустью осознанием бренности земного бытия.
В любовной лирике Морштына чувствуется столкновение традиций польского Возрождения с влияниями маринизма. Уже после смерти Морштына были изданы два сборника его новелл в стихах и прозе (1650 и 1655 годы), которые приобрели большую популярность. В сборник 1650 г. вошла «Забавная история о добродетельной королеве Банялюке из восточных краев» — первый барочный роман в стихах. По своим мотивам это произведение близко к распространенным в то время в Италии сборникам фантастических повестей, сказок, новелл, где восточная экзотика и яркая феерия нередко сочетаются с элементами фольклора.
Вместе с «Банялюкою» были изданы замечательные прозаические переработки двух новелл Боккаччо, фабульная основа которых была наполнена польскими мотивами. Подобная тенденция характерна и для стихотворных переделок других новелл итальянского Возрождения, которые составили сборник 1655 года.

## Избранные произведения
- Światowa Rozkosz (1606)
- Konfederacji 1614 nagrobek (1614)
- Antypasty małżeńskie (1650)
- Summariusz wierszów